# サイキックアカデミー煌羅万象
『サイキックアカデミー煌羅万象』（サイキックアカデミーおうらばんしょう、Ψchic academy）は、克・亜樹の漫画作品。講談社の『月刊マガジンZ』に1999年8月号より2003年3月号まで連載された。アニメ化もされており、2002年にLycosアニメでWebアニメとして配信された（後にアニメ専門チャンネルのキッズステーションでも放送）。

## 概要
「オーラ」と呼ばれる特殊能力を持った若者を育成する目的で、政府により設立された「サイキックアカデミー」という学校を舞台にした超能力学園ラブコメディ。

## 舞台
「国立自然力修道学館」が正式名称、通称はサイキックアカデミー、オーラスクール等と呼ばれる。
全寮制の高校で外出には寮長か教師の外出許可証が必要。
卒業生はオーラを生かした様々なエリート向けの職種へ就職することが多い。
クラスは各学年A組とB組の2つのみ。A組は初等部、もしくはそれ以前からオーラ能力に目覚めた者で構成され、それ以外の者はB組に割り振られる。そのためA組の者はエリート意識が強い。

## 登場人物

### サイキックアカデミー生徒

#### B組
汐見愛（しおみ あい）
声 - 阪口大助
本作の主人公。オーラ判定によりサイキックアカデミーに編入学してくる。愛本人は何らかの手違いだと思っていたが、徐々にその潜在能力を開花させていく事になる。当初は幼馴染である織奈の事を想っていたが、徐々に深い因縁のあるミュウと惹かれあっていくことになる。実の両親を既に失っており、それ以降は孤児院を経営する夫婦の元で生きていた。
愛本人は電車事故にて実の両親を失ったと想っていたが、実は電車内でA.D.C.の研究員に捕らわれそうになった際に自らのオーラ能力を暴走させてしまい、その影響によって両親を含む自分以外の電車に乗っていた乗客達全員を死なせてしまっている。
オーラ属性は当初不明であったが、後に幻の属性といわれた「光」のオーラの能力者である事が判明。時間の流れを変えたり、強力な放光弾を放つ事が出来るようになり、最終的にはゼロダイムと同じオーラマスターにまで極め、自らのオーラ・コードすらも隠す事も出来るようになった。
オーラを発動させる2番目のコードは「ムン・ダウド」。
ミュウ・バウラ・ルル・アラパ・ドゥル
声 - 日笠山亜美
本作のヒロイン。愛と同じクラスの女子生徒。「ミュウ」はオーラネームと呼ばれるアカデミー内での通称（以下の人物も同じ）。愛には冷たい態度を取っていたが、愛とのオーラ相性が100%ということがわかり、少しずつ互いの態度に変化が見られるようになる。
幼い頃に、オーラ能力者が共通で見る「パラドリーム」の中で愛と出会っている。それをきっかけに、これまで使う事を嫌っていたオーラも使うようになった。同時に愛の存在はミュウの生きる意味そのものでもあった。
渡部博士の行った人体実験の際に、自らのオーラの暴走によって母を殺してしまったが、ミュウ本人は渡部博士の人体実験で死んだのだと思い込んでいた。また、ミュウの母もミュウの潜在能力を恐れており、近寄らせようとしなかっただけでなく、彼女にオーラコード以外の名前すら付けなかった。渡部博士から恨みの籠った真実の言葉を聞いた事で、意識を失いバーサーカー状態となって暴走してしまう。
渡部博士の実験の影響で幼児化してしまった際に、愛と共に自らの名前を「すずみ」と決めた為、ミュウの本名は渡部すずみとなる。
オーラ属性は「炎」、2番目のコードは「バウラ」。
度重なる渡部博士の実験の影響でオーラマスターに近づくほどに強力なオーラを会得していくが、身体はボロボロで自らの命が長くないことを自身で知っている。
サアラ・ル・ヴェラ・アパ
声 - 田中理恵
本作のもう1人のヒロイン。愛の幼馴染みで本名は織奈。幼い頃に飼っていたハムスターが逃げたことで愛と巡り合い、パラドリームのことを聞かれ答えたことで彼との関係が始まった。その後、オーラ判定が出たことでサイキックアカデミーに行くこととなり、しばらく疎遠になっていたが、今日まで彼の事を忘れた事はない。
愛と相思相愛の恋人となるも、愛がパラドリームで会った人物が自分では無いと知り、2人の距離は離れてしまう。
オーラ属性は「水」で、治癒能力を得意とする。
2番目のコードは「ル・ヴェラ・アパ」だが、オーラを使用する時に2番目以降のオーラコードを続けて呪文のように発動させることが多い。
（確認されている2番目以降のコードは「ル・ヴェラ・アパ・ア・ヴェルカ・サヴァ・レンド・スプラ・レム」）
テルダ・ジャナル・グガ
声 - 松田佑貴
愛のルームメイト。ヨガをたしなみ、部屋ではいつも苦行と称してヨガのポーズをとっていたり、自身の身体を痛めつけるような事をしている。友達思いな性格で関西弁を喋る。実は中東の小国の皇太子である。
オーラ属性は「音」、2番目のコードは「ジャナル・グガ」。
キャール・ラル・アリバン
声 - 清水愛
眼鏡をかけており歪な形の水晶球を使用した占いが得意な女子生徒で、織奈の親友。愛とミュウのオーラの相性が100%である事を突き止めた張本人である。
オーラ属性は「空気」。
ヒイメ・イラン・ドゥ
B組委員長。
オーラ属性は「水晶」。
オグ・ラピド・メル
汐見愛が伝説を作る男と信じて疑わない。脇役だがやたらと本編に登場するやられキャラ。
オーラを使用するシーンはあるが、オーラ属性は本編未公開で2番目のコードは「ラピド・メル」。
序盤は出演も多かったが物語がシリアス展開になる中盤以降は登場しなくなる。
ウルド・ダバ・クゥ
眼鏡をかけ、モバイルPCを使用する一見知性キャラに見えるがどこか抜けている。
オーラ属性は「糸」。
ケモカ
男子生徒。ウルド達と行動を共にしている。
ディム
男子生徒。ウルド達と行動を共にしている。ひねくれもの。
ミミッカ・ダラ・ドド
外側に跳ねた髪が特徴の女子生徒。
リル
ミュウを慕う女子生徒。

#### A組
レン・ガイナ・ブラベリ
声 - 高木礼子
A組の生徒の中でも特に問題児である少年。ファーファと肉体を共有している。
A.D.C.からファーファを助け出す際に自身の肉体を失ったが、その後ファーファに心臓が移植され、ファーファと肉体を共有することで生きながらえている。
現在のレンの本体はファーファの心臓のみなので、オーラは心臓のみから発する。
オーラ属性は「溶岩」、2番目のコードは「ガイナ」。
ファーファ・ダムディ
声 - 有島モユ
A組の生徒であるレンの双子の姉である。自身は学校生徒ではない。
生まれつき心臓が弱くA.D.C.に幽閉されていたがレンが救出し、その後レンの心臓が移植される。
渡部博士の人体実験によって、心が悲しみに包まれるとオーラ能力が暴走してしまう。
オーラ属性は「氷」、2番目のコードはダムディ。
特殊なオーラ因子の保有者で、対象の人間の思考力を低下させ、操る事が出来る。
タンジャ・ダン・ウィン・ターウ
A組の生徒でニット帽とポンチョを常に身に着けている。
札付きの不良だがレンを敬ったり、チロロ先生に憧れファンクラブ結成したりとおちゃめな一面もある。
オーラ属性は「風」、2番目のコードは「ダン・ウィン・ターウ」。
初期に登場して以降使用しているオーラはランク3の突風のみなので、エリートのA組の中では落ちこぼれ。
パース・ガウォ・ダク
A組の生徒でミュウが気に食わない強気っ娘。
オーラ属性は「雷」、2番目のコードは「ガウォ・ダク」。

#### その他
ジュオ・ザルーヴ
3年生の生徒会長。
オーラ能力の無い兄の死を信じられず、自身のオーラに兄を投影しオーラ狩り事件を起こす。
事件後は愛と和解し、万象寺で修練を積んで学校に復帰する。
オーラ属性は「霧」、2番目のコードは「ザルーヴ」。
チャプラン・ヤム
中等部で愛の活躍を知り、愛に憧れるお団子頭の少女。
文化祭では愛に会うため「力試し」で学園の生徒を打ち負かしていく。
オーラ属性は「香り」、2番目のコードは「ヤム」。

### サイキックアカデミー教師・関係者
ゼロダイム・キュプラ・バ・アザラク・ブァイル・ルア・ダログ
声 - 神谷浩史
通称ゼロ、もしくは恐怖の大王を止めた男。
愛の実兄で、本名は汐見勇（しおみ ゆう）。
かつて1999年に陰で起きた「恐怖の大王」を止めたといわれる人物で、オーラ研究を行うA.D.C.では、全ての始まりとなった人物といわれている。性格は陽気で派手なパフォーマンスで登場する事を好む目立ちたがり屋だが、根は真面目で、誰よりも愛の身を案じている。
オーラ属性は「鋼」、2番目のコードは「キュプラ」、そして13番目のコードに「オーラの放出」を持つ。
ブウ・ヴェルカ・ラシェプーダ・アラパ
声 - 千葉繁
学園内で飼われているウサギ。テレパシーによって人間と会話ができるが、テレパシー会話が理解できるのが愛、ゼロダイム、学園長の3人のみ。
一方的に愛を弟子にして、彼にオーラの訓練を課す。
一夜にして仲間のウサギ100羽を消滅させたといわれているが真偽は不明。
オーラ属性は「水晶」、2番目のコードは「ヴェルカ」（ヒイメと同一属性）。
チロロ・ダブラ
声 - 百々麻子
愛のクラスの担任教師。ゼロが見惚れるほどの美人で、学校内ではマドンナ的存在。しょっちゅうゼロからはナンパされており、本人も徐々にであるがまんざらでもないようなそぶりを見せるようになる。
オーラ属性は「水」で、医療方面の治癒能力に優れている（サアラと同一属性）。
ゴア教官
マッチョな体育教師。頑固で融通の利かないところがある。
チロロ先生にちょっかいをかけてくるゼロダイムが気に食わない。
オーラ属性は「土石」。
ユブ・ギャド・ブラフ
校長、兼オーラ事業団理事長。
オーラの研究を至上の命題とするA.D.C.を快く思っていない。
オーラ属性は「音」、2番目のコードは「ギャド」（テルダと同一属性）。
フーウ
学園長の師匠でブウの父親。ヒゲを生やしている。
寮長
オーラ能力者ではない普通の中年女性。
常に機嫌の悪い表情しか描写されておらず、レン・タンジャら素行の悪いA組生徒に頭を悩ませている。
モーピー
オーラ能力を持った亀で、浜辺で子供に苛められていたところをレンに助けられ、恩を返すべくレンと共にいる。
「オーラ使いとして家康に仕えていた」「徳川家に400年仕えた」等と言っているが真偽は不明。
オーラ属性は未公開。

### その他
道真
万象寺の和尚。独特な形の眉毛が特徴。
オーラ能力者で「鳳凰の型」のオーラを発する。オーラ属性は未公開。
ジミー・ピランゲル
オーラコードの発見者でオーラ能力者だがオーラコードは本編未公開。日本名は源太。
パラ・ドリームの風景を求め、よく似た島にたどり着き以降そこを守り続ける。
オーラ属性は「土石」（ゴア教官と同一属性）。
科野音々
時光の姉で科野神社の巫女。弟と共に父親に虐待されていた。
本人にオーラ能力は無く覚醒前の時光のオーラの影響で視力を失い、徐々に衰弱していき、最後には死に至る。
八咫
時光と音々が飼っているカラス。オーラ能力は無い。

### A.D.C.
渡部博士（わたべはかせ）
A.D.C.研究所の中心人物。利己的主義に凝り固まった人物で、実の娘であるミュウに対しても、平然とオーラの人体実験にする。
オーラ属性は「植物」。本来オーラ能力者ではないが、自らの身体を改造してオーラ能力を得ただけでなく、オーラコードの改造によって、無機物のみならず有機物の操作も出来るようになった。
渡部博士自身のオーラコードは非公開。
ガブリエッラ・ジャコウ・アメリ
A.D.C.の研究員の一人。光のオーラを持つ愛を捕獲し実験台にしようと目論む。実験によって左腕を失い、義手になっている。
オーラ属性は「酸」。特殊なオーラ因子の保有者で、「精神波」を操る事が可能。
2番目のコードは「パダ」のはずだが、本編で公開されたコードは2番目に「パダ」は入っていない。
ズィブ・ブルナ
A.D.C.の研究員の一人。
オーラ属性はゼロダイムと同じく「鋼」だがそれは渡部博士によりゼロダイムの能力をコピーしたもので、オリジナルのゼロダイムに比べると能力は不完全なものでしかなかった。
実験によって左目の視力を失っている。
2番目のコードは「ブルナ」。
ギュラゾ・ザギ・シューマ
本名は科野時光。渡部博士によって見出され、オーラ能力を開花させた。
オーラ属性は幻の属性である「重力」2番目のコードは「ザギ」。
おそらくは愛とのオーラ相性が100%だが、愛はパートナーとして彼では無くミュウを選んだため、ミュウを敵視する。
時光の能力の本質は本人も気づかぬうちに周囲の生命力すらも吸い取るものであり、姉の失明や死も時光が姉と過ごした日々に少しずつ生命力を奪い取っていった為と判明。それを知ったとき力が暴走し周囲一帯をブラックホールで消滅させた。
後にA.D.C日本支部にて愛を捕獲し、解析したコードを組み込むことで光をも捻じ曲げる闇のオーラマスターとなるも、愛と対決した際に、光のオーラで肉体を少年時代のものにまで戻されオーラ能力を封じ込められる事となった。
キュキロザ
A.D.C.日本支部の研究員の一人。
オーラ属性は「氷」（ファーファと同一属性）。

## オーラ能力
属性毎にランクが設定されており、ランクが高ければ高いほど強力な能力となる。括弧内は劇中名称不明なので仮称とする。

### 光
（光弾）
（時間停止）
放光弾 / ランク26（推定）
光背を作り出し、光の矢を無数に放つ
（フラッシュ）
（時間逆行）

### 重力
（念動力）
（グラビテーション）
（ミニブラックホール）
（吸引空間）
精神やオーラを吸い尽くす球体を作り出す。時光のこの能力でレンはファーファの内から消失した。

### 鋼
ニードル / ランク13
ズィブの得意技。細かい鋼の針を複数飛ばす
（鋼の剣）
剣状の鋼のオーラを腕に纏わせ、攻撃する
（鋼の触手）
しなやかに稼動する鋼の触手を作りだす。そのまま投射したり巻きつけるなど多彩な手段を取れる。
鋼球
鋼を絡ませた球体を複数作り出して投射する。
（鋼の巨手）
鋼のオーラで巨大な手を複数作り出し、対象を束縛する
（治癒形態）
鋼のオーラで作った繭にこもり、自身を回復させる。

### 炎
（炎の拳）
拳の周囲に炎を纏わせ、物理的に攻撃する。
ファイヤボール / ランク12
火球を作り出し投射する。複数作る場合のランクは不明。
（フレイムカッター）
弧月状の炎を飛ばす
フレイムショット / ランク28
火炎放射を行う。
バックドラフト / ランク29
バックドラフト現象を起こして攻撃する。

### 水
（治癒）
対象の傷を癒す。治癒の方法は能力者によって様々。
（水流操作）
水を意のままに操る。オーラではない実際の水も操作できる。

### 氷
（凍結）
手の触れた部位を凍結させる。
（従者作成）
氷に意思を持たせて分身として操る
（ブリザード）
吹雪を巻き起こす
（氷の鎧）
自身に氷で出来た全身鎧を纏わせる。時間をかけて鎧を成長させる事も可能。
樹氷 / ランク20
氷で出来た触手のようなものを飛ばす
スノーストーム / ランク22
ブリザードの上位版。
アイスボール / ランク25
巨大な氷の塊を投げつける

### 霧
スチーム / ランク不明
霧を発生させた後に霧を一瞬のうちに水蒸気へ変換する
（分身作成）
兄を亡くしたジュオが無意識のうちにオーラ形態に兄を投影させて作り上げた分身。兄に酷似した思考を持っていた。

### 風
ハリケーン / ランク3
タンジャの得意技。オーラで突風を起こし、対象を弾き飛ばす。

### 雷
稲妻 / ランク不明
天空より雷を落として手のひらに集め、対象に発射する。
放電 / ランク不明
手のひらから電気をスパークさせて攻撃する。空気中では拡散するのかさほど遠くへは飛ばせない模様。

### 音
鐘声 / ランク不明
鐘を突く轟音を対象の耳元に響かせる
ハウリング / ランク不明
耳を劈くハウリング現象で広範囲に音を響かせる
サイレント / ランク31
対象のオーラ発動を無効化する

## 溶岩
火砕流 / ランク27
砕けた岩を含む溶岩流を高速で打ち出す
溶岩弾 / ランク30
溶岩を圧縮した弾を打ち出し、任意のタイミングが爆発させる

### 土石
（土石柱）
土石の柱を作成し、攻撃や防御を行う。
キラーパルス / ランク18
広範囲に衝撃波を飛ばす
（土石の全身鎧）
土石のオーラで作り上げた鎧を纏う。外見は怪物のようになる模様。

### 水晶
結晶柱 / ランク8
水晶柱を伸ばし複数対象にぶつける。

### 糸
スパイダースレッド / ランク12
無数の糸を放ち対象を絡め取る。ただし糸なので燃える。

### 空気
蜃気楼 / ランク10
蜃気楼を起こして自身の姿を空気中に投影する。

### 酸
（酸の拳）
オーラの酸を腕に纏わせる攻防一体の能力。
アシドスクリュー / ランク不明
酸を操り螺旋状に飛ばす
（アシドショット）
酸を棒状に複数放射する

### その他
植物の蔓
オーラコードをいじり続けた渡部博士が自身に付与させたオーラ能力は本来不可能であった有機物の植物であり、その能力をもって対象を束縛するのに利用した。
ジャンプ能力
習得は個人のオーラコードによる。
自身を含め、自身に触れている人や物体も任意でテレポートさせることが可能。
中位程度の能力があれば一度行った所であればジャンプが可能な模様。
上位のジャンプ能力を持つものは他者転送が可能。ミュウは炎で対象を包んでテレポートさせ、ゼロダイムは他者をテレポートさせる空間を生成、時光は渡部博士の開発した機械でサポートさせることにより他者転送を可能とした。
オーラコード13番目の異常
個人のオーラコードの13番目は個人毎に特異な能力が付与される場合がある模様。
ゼロダイムはオーラの放出、ファーファは洗脳、ガブリエッラは精神操作の能力を持っている。

## 用語・事件

### 暴走（リベレイション）
ある感情を引き金としてオーラ能力の制御ができなくなり暴走を引き起こすこと。
これらはアメリカのA.D.C.の実験の失敗で起きたものであり、治療は不可能。
ミュウは怒り、ファーファは悲しみの感情で暴走を引き起こす。

### パラ・ドリーム
12年に一度起きる全てのオーラ能力者が見る夢のこと。起きていても強制的に夢に引き込まれ、肉体は意識を失う。
パラ・ドリームの正体は全てオーラで構成された世界であり、地球そのものが見る夢とも言われている。
夢の内容は能力の弱いものは覚えておらず、また人間にしか見ることはできない。
パラ・ドリームでは基本的に一人で2つの太陽が沈む海岸へ放り込まれる。オーラ相性が100%である者のみ一人ではなくお互い出合うことができる。
パラ・ドリームの翌日から数日間は現実世界に残滓が出現する。

## 単行本
※ 講談社「マガジンZ KC」
- 第1巻：1999年12月16日刊行 ISBN 4-06-349004-1
- 第2巻：2000年4月21日刊行 ISBN 4-06-349015-7
- 第3巻：2000年8月23日刊行 ISBN 4-06-349029-7
- 第4巻：2000年12月22日刊行 ISBN 4-06-349041-6
- 第5巻：2001年5月23日刊行 ISBN 4-06-349056-4
- 第6巻：2001年9月21日刊行 ISBN 4-06-349068-8
- 第7巻：2002年1月23日刊行 ISBN 4-06-349081-5
- 第8巻：2002年6月21日刊行 ISBN 4-06-349091-2
- 第9巻：2002年9月20日刊行 ISBN 4-06-349098-X
- 第10巻：2003年1月23日刊行 ISBN 4-06-349114-5
- 第11巻：2003年4月23日刊行 ISBN 4-06-349126-9

## アニメ版
2002年3月29日より、ライコスジャパンよりインターネットを通じて配信された（金曜日更新）。テレビでは2002年10月よりスカイパーフェクTV!などのキッズステーションによって放送された。
1話15分程度の構成となっている。

### スタッフ
- 原作 - 克・亜樹（講談社月刊マガジンZ連載）
- 企画・制作 - ガンジス
- 監督 - 山崎茂
- 脚本 - 山田光洋
- キャラクターデザイン - 下笠美穂
- 美術監督 - 中原英統
- 撮影監督 - 水上清太
- 色彩設計 - 西栄子
- 編集 - 辺見俊夫
- 音響監督 - 本山哲
- 音響効果 - 佐藤一俊
- 調整 - 熊倉亨
- 音響制作 - オムニバスプロモーション
- プロデューサー - 山田知博、福井政文、出納泰治、川崎とも子
- アニメーション制作 - イージー・フイルム
- 製作 - AURA執行委員会

### 主題歌
オープニングテーマ「Say Over」
作詞：有森聡美 / 作曲：益田賢治 / 編曲：太田美知彦 / 歌：田中理恵&日笠山亜美
エンディングテーマ（DVDのみ）「Love angel」
作詞・曲：岡田美音 / 編曲：岡田美音・高島智明 / 歌：A-my with MION

### 各話リスト
| 話数   | サブタイトル     | 脚本     | 絵コンテ | 演出       | 作画監督                     |
| ------ | ---------------- | -------- | -------- | ---------- | ---------------------------- |
| 第1話  | 再会             | 山田光洋 | 山崎茂   | 山崎茂     | 松下純子 工藤柾樹 桜井このみ |
| 第2話  | 織奈             | 山田光洋 | 山崎茂   | 山崎茂     | 松下純子 工藤柾樹 桜井このみ |
| 第3話  | ミュウ           | 山田光洋 | 山崎茂   | 山崎茂     | 松下純子 工藤柾樹 桜井このみ |
| 第4話  | オーラファイト   | 山田光洋 | 奥田誠治 | 西山明樹彦 | 石川慎亮 渡辺純央            |
| 第5話  | 修行             | 山田光洋 | 奥田誠治 | 西山明樹彦 | 石川慎亮 渡辺純央            |
| 第6話  | フラッシュバック | 山田光洋 | 奥田誠治 | 西山明樹彦 | 石川慎亮 渡辺純央            |
| 第7話  | 試験I            | 山田光洋 |          |            |                              |
| 第8話  | 試験II           | 山田光洋 |          |            |                              |
| 第9話  | 試験III          | 山田光洋 |          |            |                              |
| 第10話 | 共鳴             | 山田光洋 |          |            |                              |
| 第11話 | 初恋             | 山田光洋 |          |            |                              |
| 第12話 | ファーファ       | 山田光洋 |          |            |                              |
| 第13話 | レン             | 山田光洋 | 阿部雅司 | 白木屋叫武 | 山本善哉                     |
| 第14話 | 秘密             | 山田光洋 | 阿部雅司 | 白木屋叫武 | 山本善哉                     |
| 第15話 | 暴走             | 山田光洋 | 阿部雅司 | 白木屋叫武 | 山本善哉                     |
| 第16話 | 胸の鼓動         | 山田光洋 | 中島弘明 | 山内東生雄 | 田島明英                     |
| 第17話 | 誕生プレゼント   | 山田光洋 | 中島弘明 | 山内東生雄 | 田島明英                     |
| 第18話 | オーラ狩り       | 山田光洋 | 中島弘明 | 山内東生雄 | 田島明英                     |
| 第19話 | 狙い             | 山田光洋 | 奥田誠治 | 水無月弥生 | 大河原晴男                   |
| 第20話 | 拉致             | 山田光洋 | 奥田誠治 | 水無月弥生 | 大河原晴男                   |
| 第21話 | 兄弟             | 山田光洋 | 奥田誠治 | 水無月弥生 | 大河原晴男                   |
| 第22話 | 合宿             | 山田光洋 | 山崎茂   | 山崎茂     | 斎藤和也                     |
| 第23話 | はぐれ煌羅       | 山田光洋 | 山崎茂   | 山崎茂     | 斎藤和也                     |
| 第24話 | パラドリーム     | 山田光洋 | 山崎茂   | 山崎茂     | 斎藤和也                     |